# Hatenkou Yuugi
Hatenkou Yuugi (яп. 破天荒遊戯 хатэнко: ю:ги, также Dazzle) — манга Минари Эндо, ежемесячно выходящая в журнале Comic Zero Sum, и одноимённое аниме из десяти серий, премьера которого состоялась в январе 2008 года на телеканале Kyoto Broadcasting System. По сюжету, эксцентричный отец отправляет Разель Анадис (яп. ラゼル·アナディス радзэру анадису, роль озвучивает Санаэ Кобаяси) повидать мир. Девушка путешествует одна до той поры, пока не встречает загадочного Альзейдо (яп. アルゼイド арудзэйдо, Такахиро Сакураи), стремящегося отомстить за убийство отца. Разель решает отправиться вместе с ним, чтобы сделать его «паршивую скучную» жизнь «более интересной и весёлой». Позже к ним присоединяется двадцативосьмилетний Барокхид (яп. バロックヒート бароккухиито, Синъитиро Мики), друг Альзейдо.